# Wang Lijun
Wang Lijun (26 de diciembre de 1959) es un oficial de la policía regional chino. Fue una sola vez vicealcalde y jefe de la Oficina de Seguridad Pública (PSB) de Chongqing, efectivamente jefe de policía de la ciudad. Es de origen étnico mongol y es oriundo de Arxan, Inner Mongolia. Es famoso por su participación en el incidente de Wang Lijun, lo que estalló en un gran escándalo en la política china en 2012, que derribó a sí mismo ya su superior, Bo Xilai. Antes de asumir el cargo en el gobierno municipal de Chongqing, donde fue un testigo clave en los juicios de Gang Chongqing, Wang se desempeñó como vicealcalde y jefe de policía de Jinzhou en la provincia de Liaoning, donde había trabajado bajo Bo Xilai, el exlíder del Partido Comunista de Chongqing y miembro del Buró Político del Partido Comunista de China.

## Biografía

### Carrera de seguridad pública
Wang comenzó su carrera en la seguridad pública en 1983, cuando se unió a las fuerzas de policía en la provincia de Liaoning. En 1984, se convirtió en un oficial de policía de tráfico, y procedió a avanzar rápidamente a través de las filas de la oficina de seguridad pública. Entre 1992 y 1995, se desempeñó como director adjunto del departamento de seguridad pública en Tiefa, provincia de Liaoning, y desde 1995 hasta 2000 ocupó el mismo cargo en la ciudad de Tieling, también en la provincia de Liaoning. En 2000, Wang fue nombrado director del departamento de seguridad pública en Tieling, y fue conocido por sus campañas para acabar con la corrupción y las bandas criminales.